# Finley Melville Ives
Finley Melville Ives (Dunedin, 6 de julio de 2006) es un deportista neozelandés que compite en esquí acrobático. Ganó una medalla de oro en el Campeonato Mundial de Esquí Acrobático de 2025, en la prueba de halfpipe.

## Medallero internacional
| Campeonato Mundial | Campeonato Mundial | Campeonato Mundial | Campeonato Mundial |
| Año                | Lugar              | Medalla            | Prueba             |
| ------------------ | ------------------ | ------------------ | ------------------ |
| 2025               | Engadina (Suiza)   | Medalla de oro     | Halfpipe           |